# Manuel Castro (Wasserballspieler)
Manuel Castro Aparicio (* 31. Dezember 1923; † nach 1954) war ein mexikanischer Wasserballspieler.

## Karriere
Castro nahm mit der mexikanischen Nationalmannschaft und seinen Teamkollegen Arturo Coste, Modesto Martínez, Gustavo Olguín, José Olguín, Otilio Olguín und Juan Trejo am olympischen Wasserballturnier 1952 im finnischen Helsinki teil. Die Mexikaner trafen bereits in der ersten Qualifikationsrunde auf den späteren Olympiasieger aus Ungarn und unterlagen im Schwimmstadion zu Helsinki mit 4:13 (2:6). Damit belegte die mexikanische Mannschaft den geteilten 17. Platz unter 21 Teilnehmern.
Castro war außerdem Teil der Nationalmannschaft, als diese bei den Zentralamerika- und Karibikspielen 1950 in Guatemala-Stadt und 1954 im eigenen Land jeweils die Goldmedaille gewinnen konnte.